# Вилла Фоскари

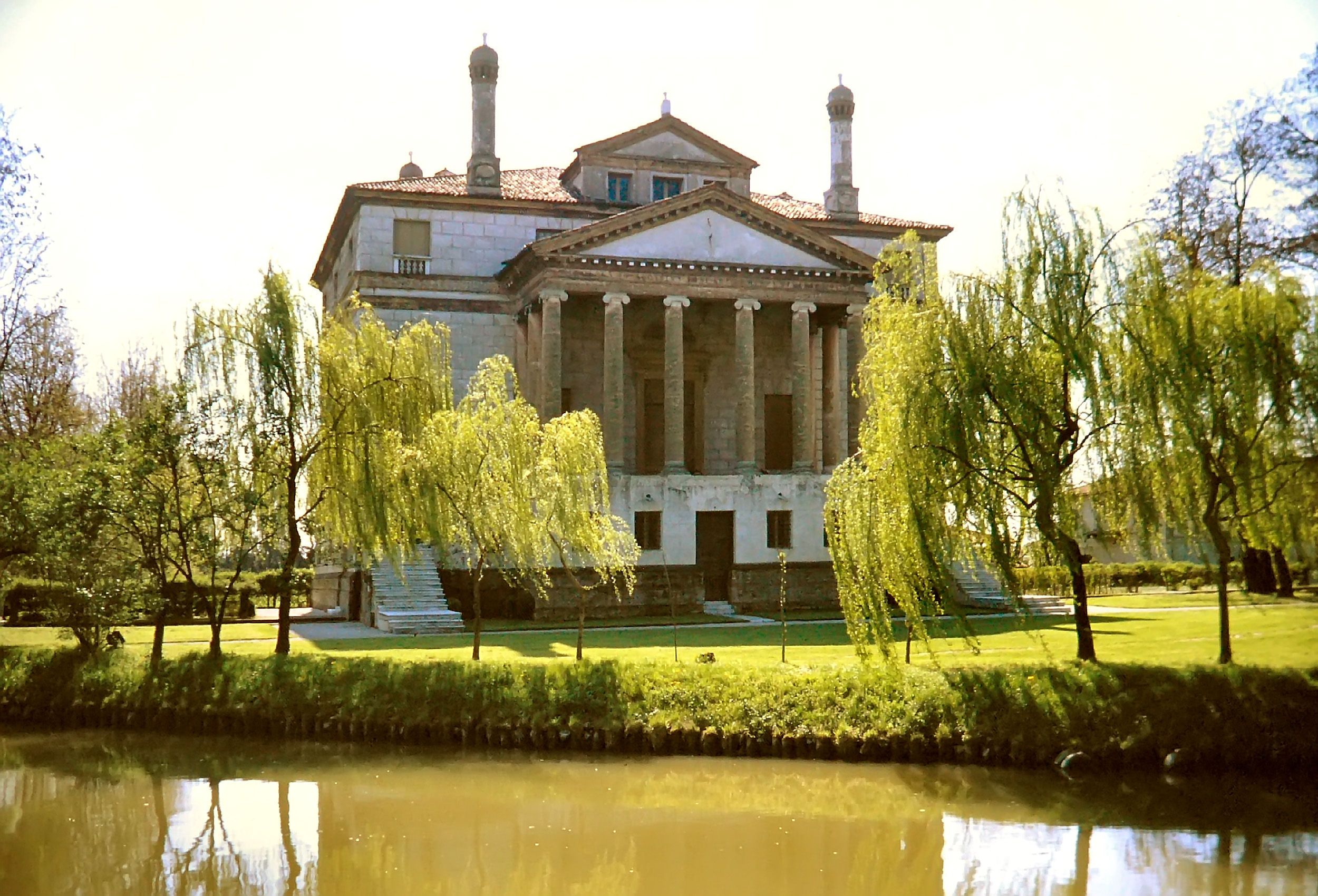
Вилла Ла-Мальконтента. Вид со стороны канала

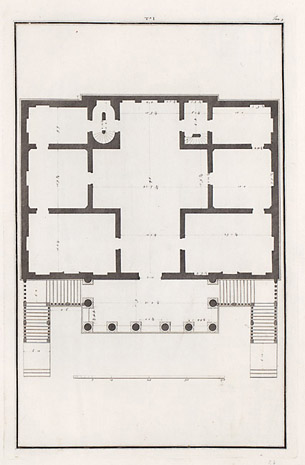
План виллы. Чертёж О. Бертотти-Скамоцци. 1781

Вилла Фоскари, Вилла Мальконтента (итал. Villa Foscari, detta La Malcontenta) — загородная резиденция венецианских патрициев, братьев Николо и Альвизе Фоскари, построенная в 1559—1560 годах поблизости от городка Мира (область Венето), у канала реки Брента, по проекту выдающегося архитектора Андреа Палладио. Памятник архитектуры эпохи итальянского Возрождения, в 1996 году вместе с другими палладианскими виллами региона Венето вилла Фоскари была включена в список Всемирного наследия ЮНЕСКО.

## Легенды о происхождении названия
Второе название виллы — Мальконтента (итал. La Malcontenta — Недовольная) объясняется легендой, согласно которой одна дама из дома Фоскари была отправлена на виллу в одиночестве отбывать наказание за распутное поведение (вариант: за сварливость была заточена супругом в «деревенской глуши» этой виллы). «Тайна витает над историей этой дамы: говорят, что она жила в этом месте последние тридцать лет своей жизни, при этом её никогда не видели выходящей из дома или выглядывающей из окон». Кроме этой существуют две исторические версии. Первая: название возникло в 1431 году из-за недовольства местных жителей по поводу строительства судоходного канала. По второй версии, за тридцать лет до приобретений Фоскари этот район уже назывался Мальконтента, потому что река часто выходила из берегов.

## История
Семья Фоскари стала приобретать недвижимость в Венето, начиная с первой половины XVI века. Около 1550 года семья приобрела у прокураторов Сан-Марко бывшие земли патрицианской семьи Валье. Здание, которое представляет собой замкнутый корпус на краю лагуны вдоль реки, было заказано Николо Фоскари, владельцем знаменитого Ка-Фоскари на Гранд-канале в Венеции. Канал Брента, на котором расположена вилла, когда-то представлял собой важный судоходный путь между Падуей и Венецией. Путешественник воспринимал виллы на реке Брента как пригород Венеции. Расположение делало венецианскую виллу легко доступной по воде.
Проект был поручен Андреа Палладио между 1556 и 1559 годами или, возможно, в 1554 году (документация отсутствует). Недавние исследования выявили переписку Фоскари с Палладио при разработке алтаря для церкви Сан-Панталон в 1555 году, что косвенно подтверждает датировку виллы. Как и все виллы венецианской Террафермы («Твёрдой земли»), она изначально была оборудована конюшнями и хозяйственными постройками, стенами и воротами, и даже собственной небольшой церковью. Сохранилось только главное здание, которое не соответствует своим уединённым расположением замыслам архитектора и заказчика.
В 1560 году Николо Фоскари скончался, и его брат Альвизе взял на себя бремя завершения постройки. Строительство было закончено в 1566 году, когда виллу посетил Джорджо Вазари. В 1574 году состоялся памятный визит Генриха Валуа, который через несколько месяцев стал королем Франции под именем Генриха III. Надпись на южном фасаде напоминает о том, что в августе 1574 года Фоскари со всевозможной торжественностью принимали «последнего из Валуа», спешившего из Варшавы во Францию занять вакантный престол.
В последующие века семья Фоскари приобрела земли рядом с виллой, где были возведены различные хозяйственные постройки, которые создали обширную усадьбу, так называемую «Площадь Фоскари у Мальконтенты» (Рiazza Foscari alla Malcontenta). Однако в начале XIX века вилла была необитаема. В последующие десятилетия постройки «площади» лежали в руинах, а во время сражений 1848 года пристройки были разобраны австрийцами. В конце XIX века банкир Фредерик Эмиль барон д’Эрланже временно арендовал виллу и отремонтировал её. В 1926 году Альберто Клинтон Ландсберг купил усадьбу вместе со своими друзьями Полом Родоканаки и Катрин д’Эрланже (невесткой предыдущего арендатора и женой банкира Эмиля д’Эрланже). Ла Мальконтента, до этого использовавшаяся как сельскохозяйственный склад, подверглась длительной реставрации. После этого вилла стала местом встреч интеллектуалов XX века: частыми гостями здесь были Сергей Дягилев, Борис Кохно и Серж Лифарь, Поль Моран, Ле Корбюзье, Уинстон Черчилль.
В 1939 году сыну еврейского банкира Берти Ландсбергу пришлось бежать от итальянских фашистов, Кейт д’Эрланже эмигрировала в Беверли-Хиллз (Калифорния). В 1965 году поместье унаследовал Клод, 4-й барон Филлимор. В 1973 году архитектор и историк архитектуры профессор Антонио («Тончи») Фоскари приобрёл виллу своих предков и в сотрудничестве с Управлением венецианских вилл провел тщательную реконструкцию. С тех пор вилла снова принадлежит графам Фоскари.

## Архитектура виллы
Здание представляет собой замкнутый прямоугольный объём. Одним из прототипов композиции виллы является более ранний проект Палладио Виллы Кьерикати.
Из-за низменного ландшафта и сырого климата Палладио поднял виллу на высокий подиум, придающем великолепие зданию, возвышающемуся подобно древнему храму. В архитектуре виллы сочетаются мотивы, восходящие к строительной традиции венецианской лагуны и в то же время к античности: главный фасад обращён к воде, но ионический пронаос и большие лестницы созданы по образцу храма Клитунно, хорошо знакомого Палладио. Силуэт здания украшают необычной формы высокие печные трубы.
Величественные двойные пандусы создавали своего рода церемониальную дорожку для приезжих: они поднимались к хозяину, ожидавшему их в центре пронаоса. Здесь не было деревьев и окружающих виллу садов, поэтому Мальконтента раскрывала своим посетителям всё величие панорамы реки Брента. Вилла была в первую очередь местом торжественных приёмов, а не средоточием хозяйственной жизни обширного поместья. Павел Муратов дал зданию следующую характеристику:

Ионический портик Мальконтенты принадлежит к чистейшим и счастливейшим созданиям Палладио: есть нечто от девственной архаичности в пропорциях его, и если в портиках виллы Ротонда жива мечта архитектора о Риме Августа или Траяна, то вилла Фоскари вся светится суровой улыбкой старого республиканского Рима. Южный фасад Мальконтенты украшен лишь живописным размещением окон, и кто иной решился бы на эти необычайные и новые ритмы теневых оконных пятен, кроме гениального вичентинского инвентора!

## Интерьер
Большое термальное окно, характерное для построек Палладио, на заднем фасаде виллы внутри является световым центром главного зала второго, «благородного этажа» (piano nobile), перекрытого двумя пересекающимися цилиндрическими сводами.
Росписи интерьеров виллы осуществлял Джованни-Баттиста Франко, творчество которого высоко оценивал Палладио, и остались незавершёнными после смерти художника в 1561 году. Затем работу продолжил Джованни Баттиста Дзелотти. Но его фрески сохранились лишь в небольших фрагментах. Сюжеты в основном носят мифологический характер, согласно обычаям, сложившимся для декорации вилл в глубине венецианской террафермы; своеобразие составляют отсылки к знаменитым фрескам маньеризма в замке Фонтенбло, возникшим под влиянием составителя иконографической программы Витторе Гримани, друга семьи Фоскари и в течение многих лет жившего при королевском дворе во Франции.

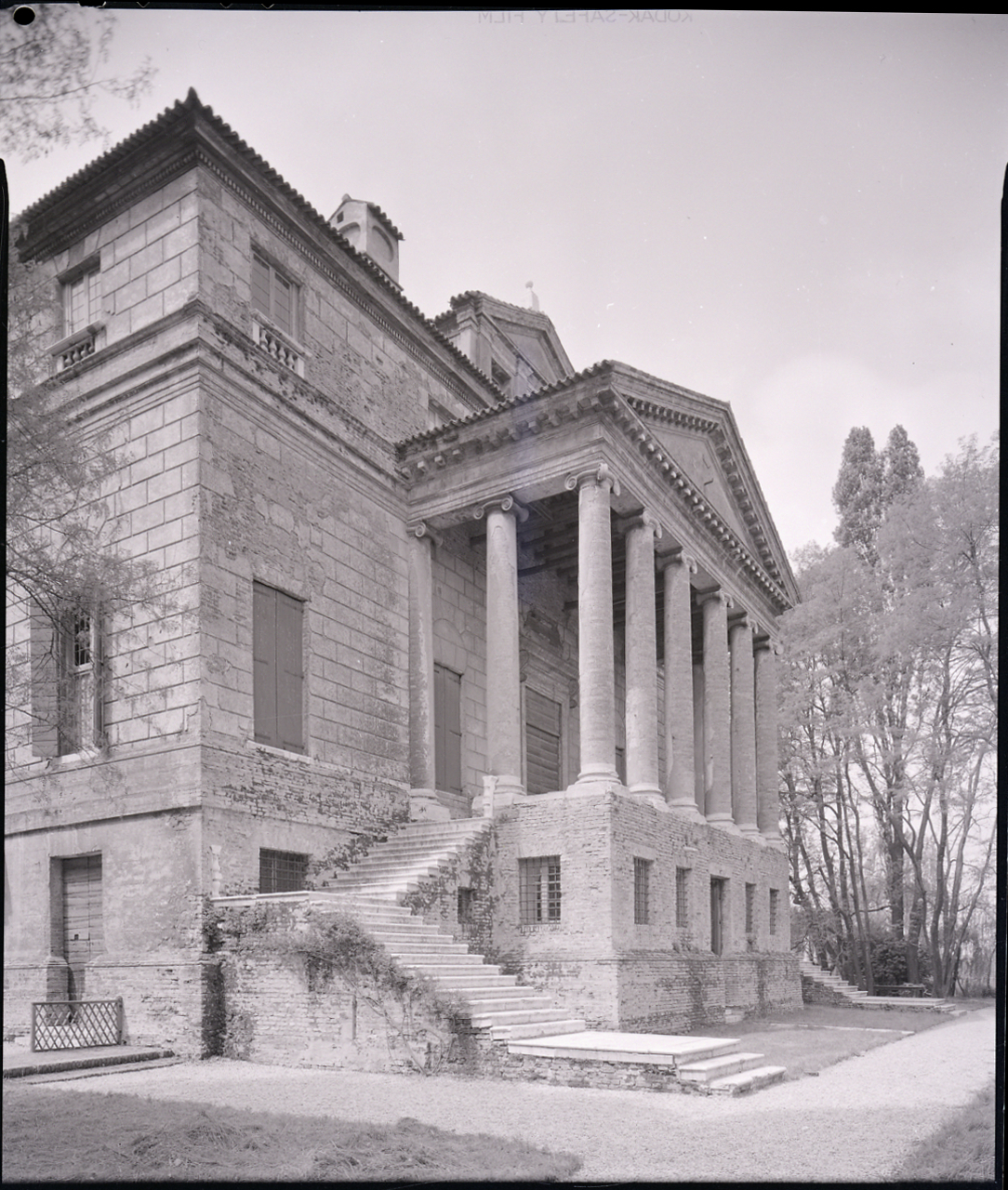
Вилла Фоскари. Фотография П. Монти. 1966
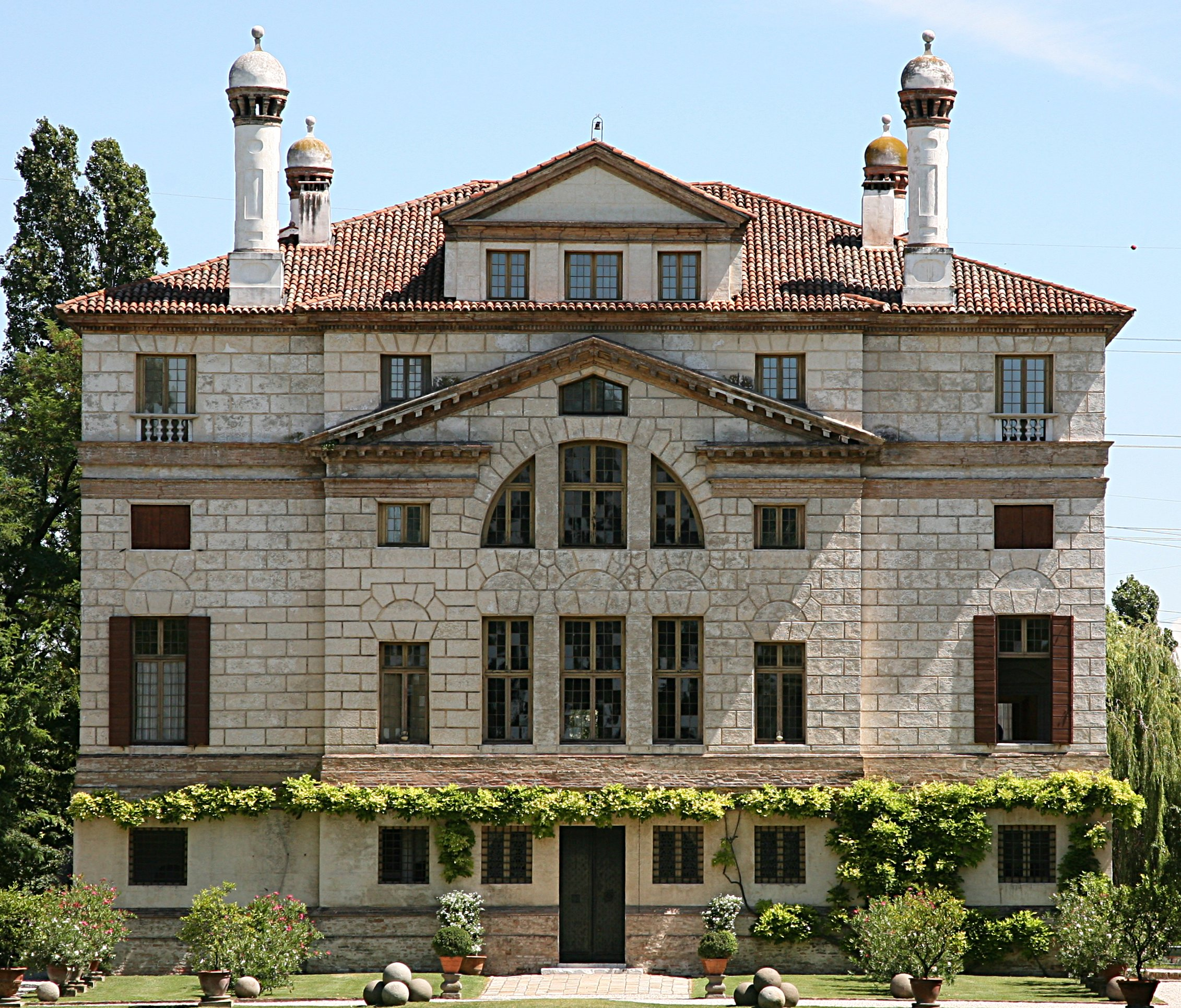
Южный (садовый) фасад здания
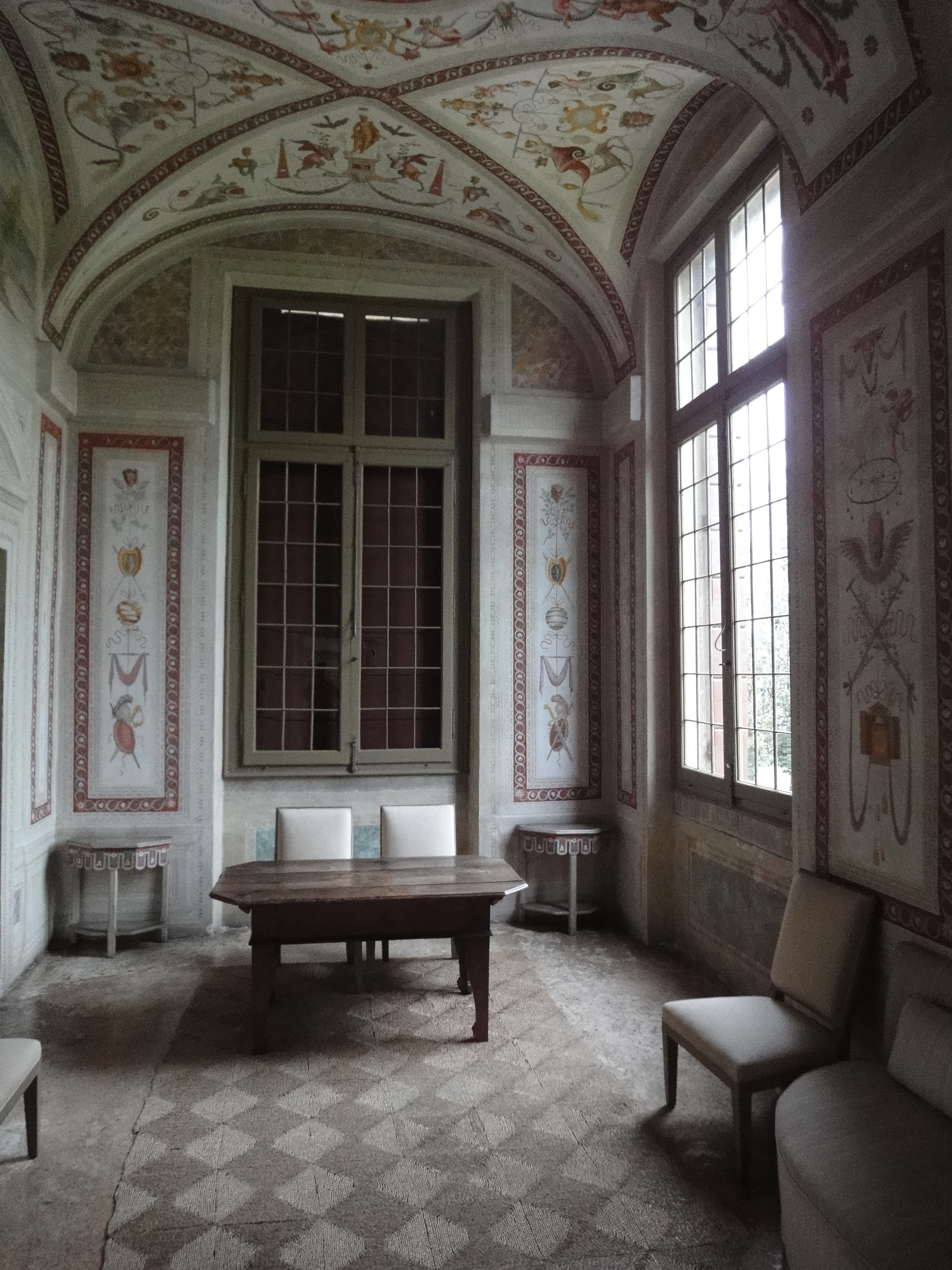
Малый зал второго этажа
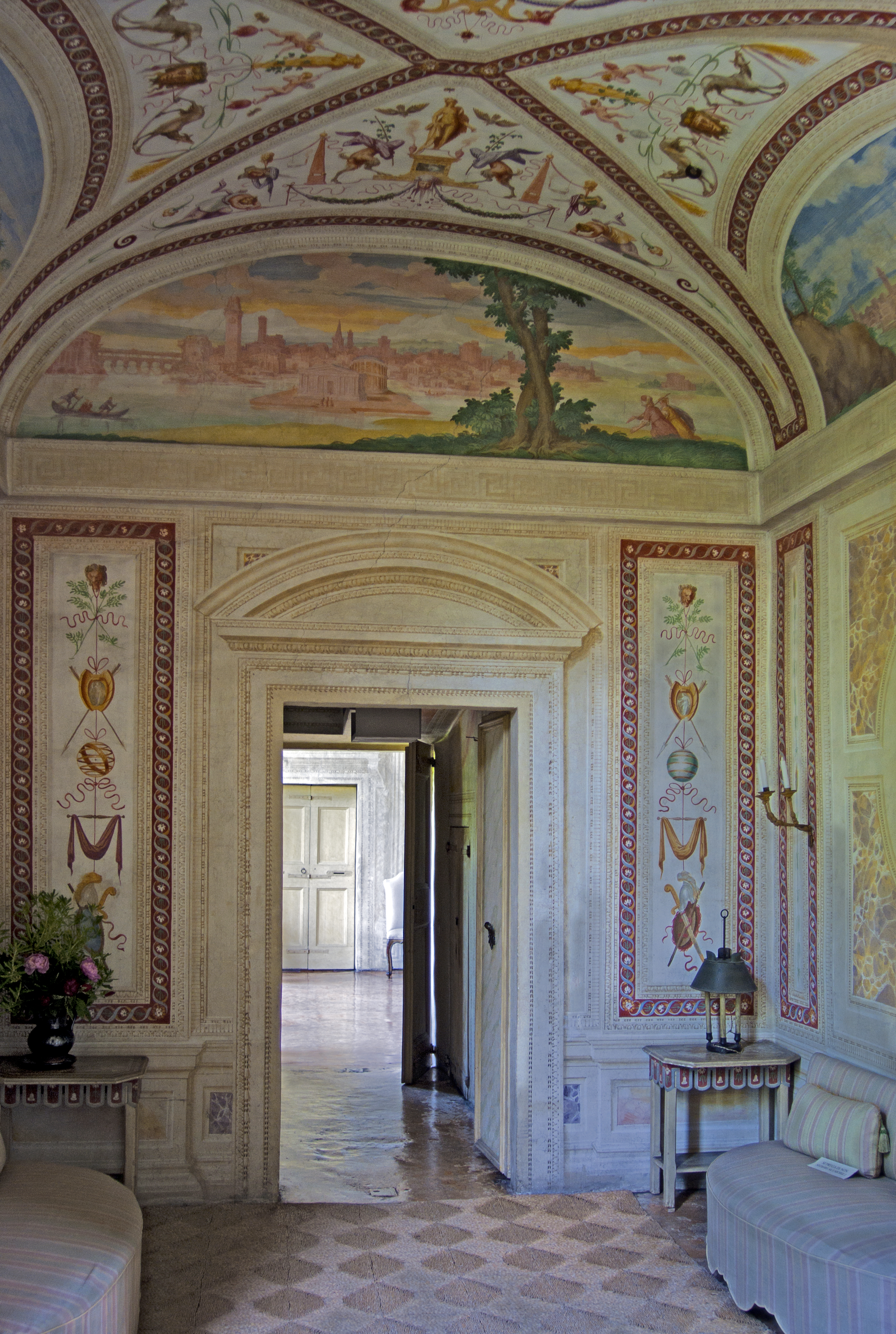
Проходная комната
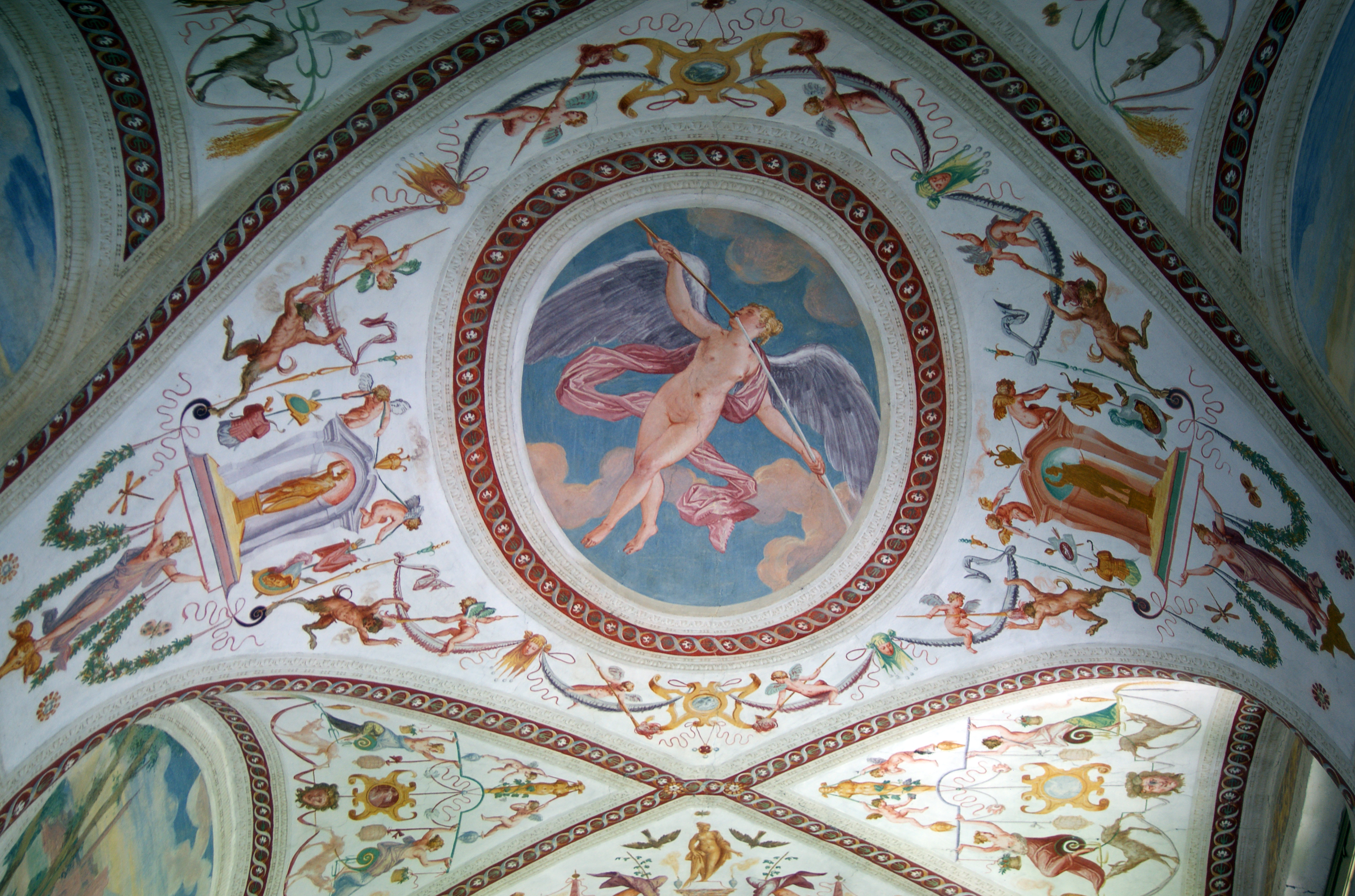
Роспись свода с гротесками
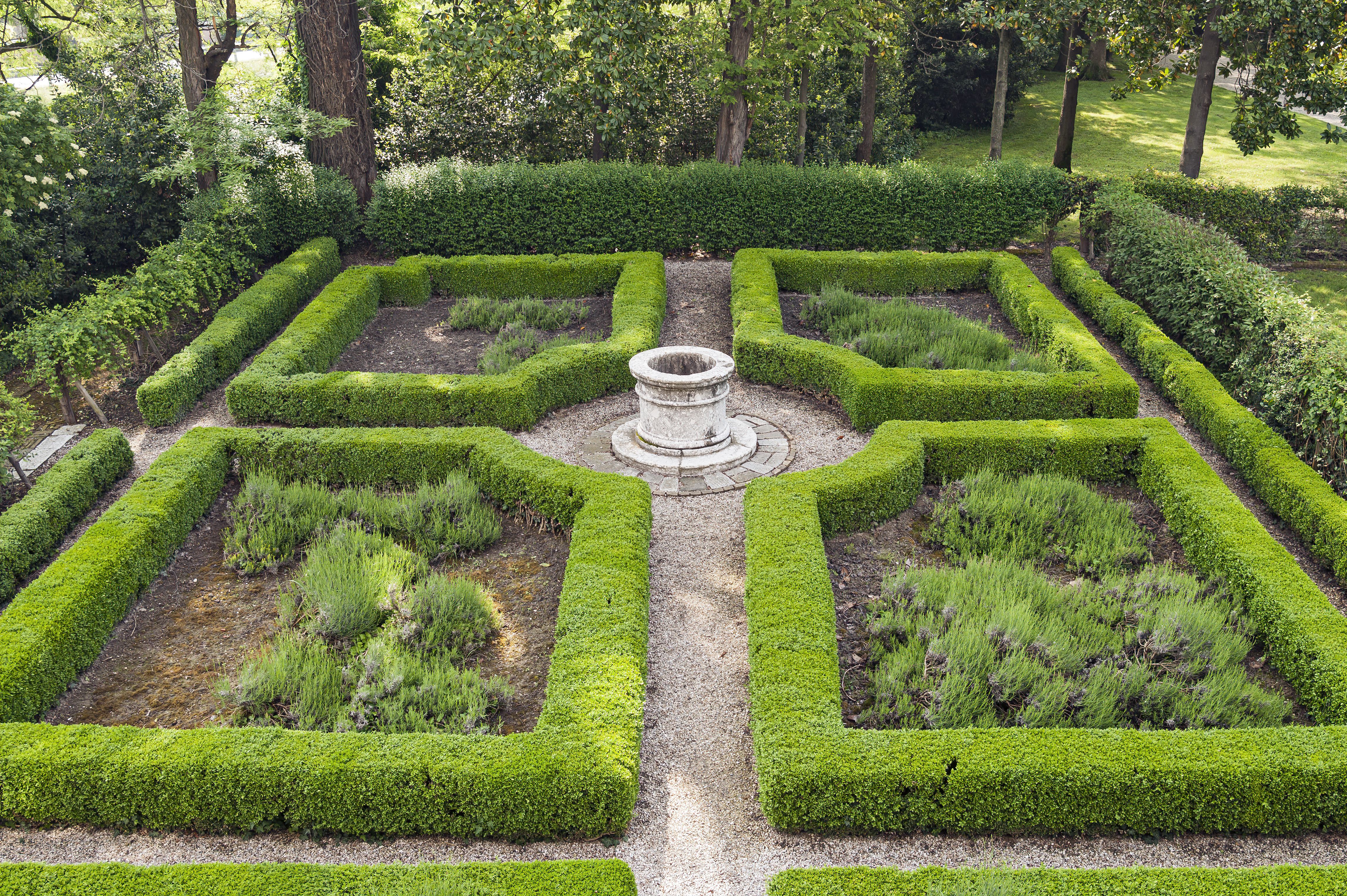
Сад в «итальянском стиле»